# Elizabeth Cantor-Graae
Elizabeth Cantor-Graae är docent och forskare inom social medicin och global hälsa vid Lunds universitet. Cantor-Graae har forskat om schizofreni och liknande psykotiska tillstånd sedan 1980-talet, med fokus på epidemiologi . Den största delen av Cantor-Graaes arbete rör migration som en potentiell nyckel för miljömässiga faktorer i utvecklingen och förekomsten av schizofreni. Hon bedriver också psykiatrisk forskning i låginkomstländer i Afrika och Asien.